# لازا (قوسار)
لازا (به لاتین: Laza) یک منطقه مسکونی در جمهوری آذربایجان است که در شهرستان قوسار واقع شده‌است.

## خصوصیات
روستای لازا در ۱۳۰۰ متر بالاتر از سطح دریا در دامنه کوه شاه‌داغ در شمال شرقی قفقاز بزرگ واقع شده‌است. این روستا با آبشارهای بی‌شمارش معروف است.
یک گورستان تاریخی و مسجدی ۳۰۰ ساله در این روستا وجود دارد. بیشتر مردمان آن از لزگی‌ها هستند. در روستای لازا ۲۸ خانه وجود دارد که نزدیک به ۱۷۰ نفر در آن زندگی می‌کنند. شغل اصلی ساکنان آن دامداری است. مردم به پرورش سیب زمینی و کلم مشغول هستند.

## نگارخانه

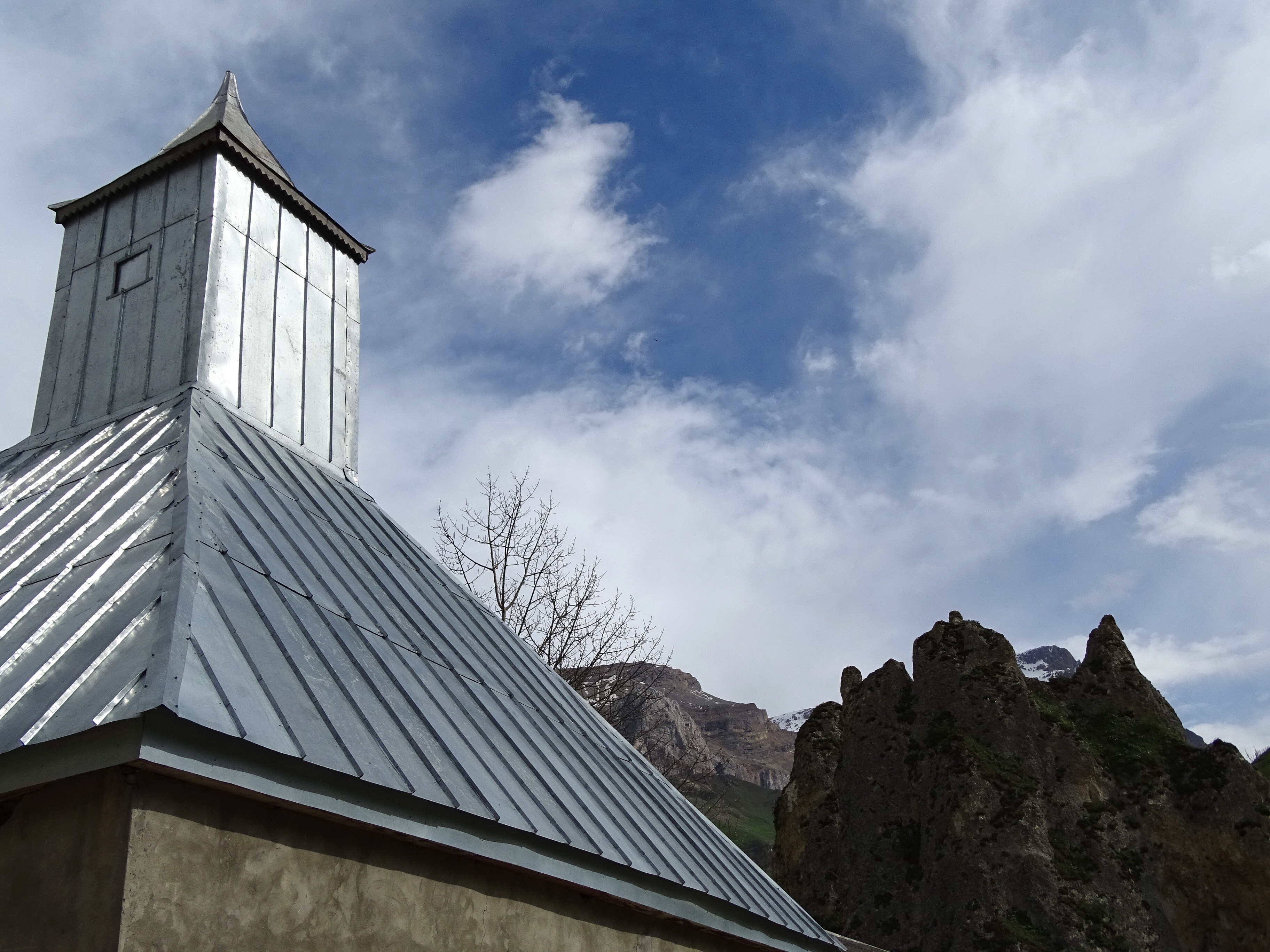
مسجد لازا
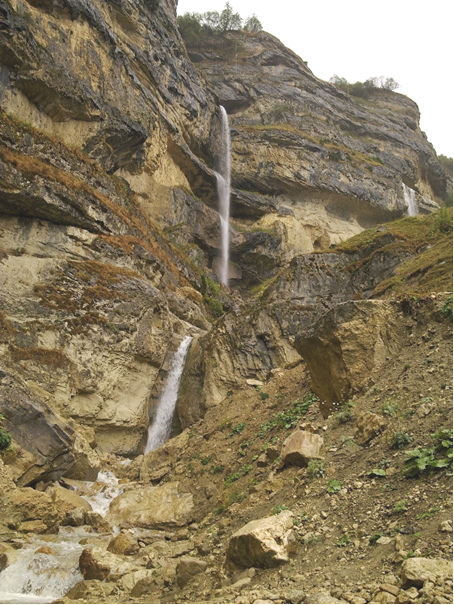
آبشار لازا
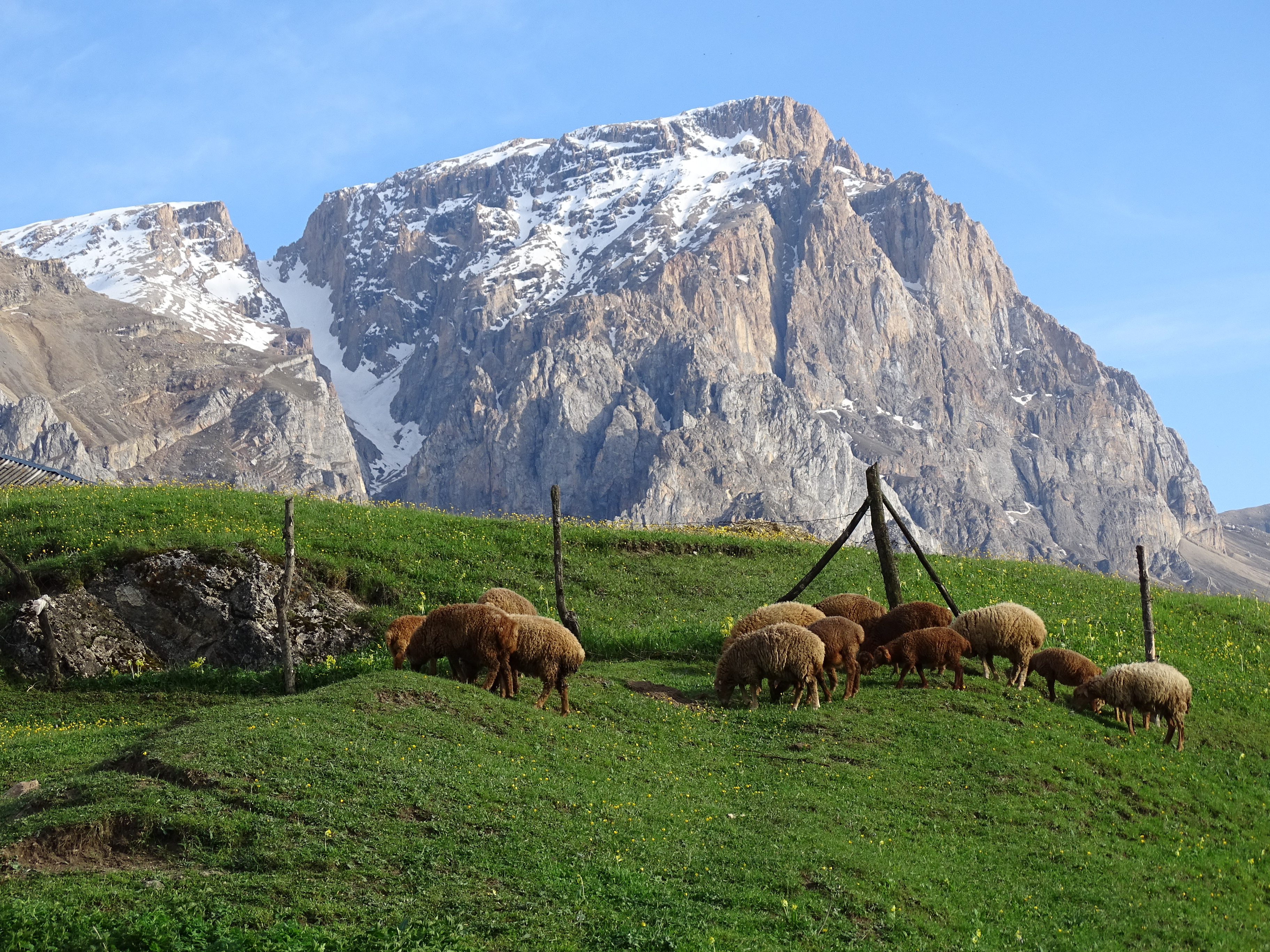
لازا
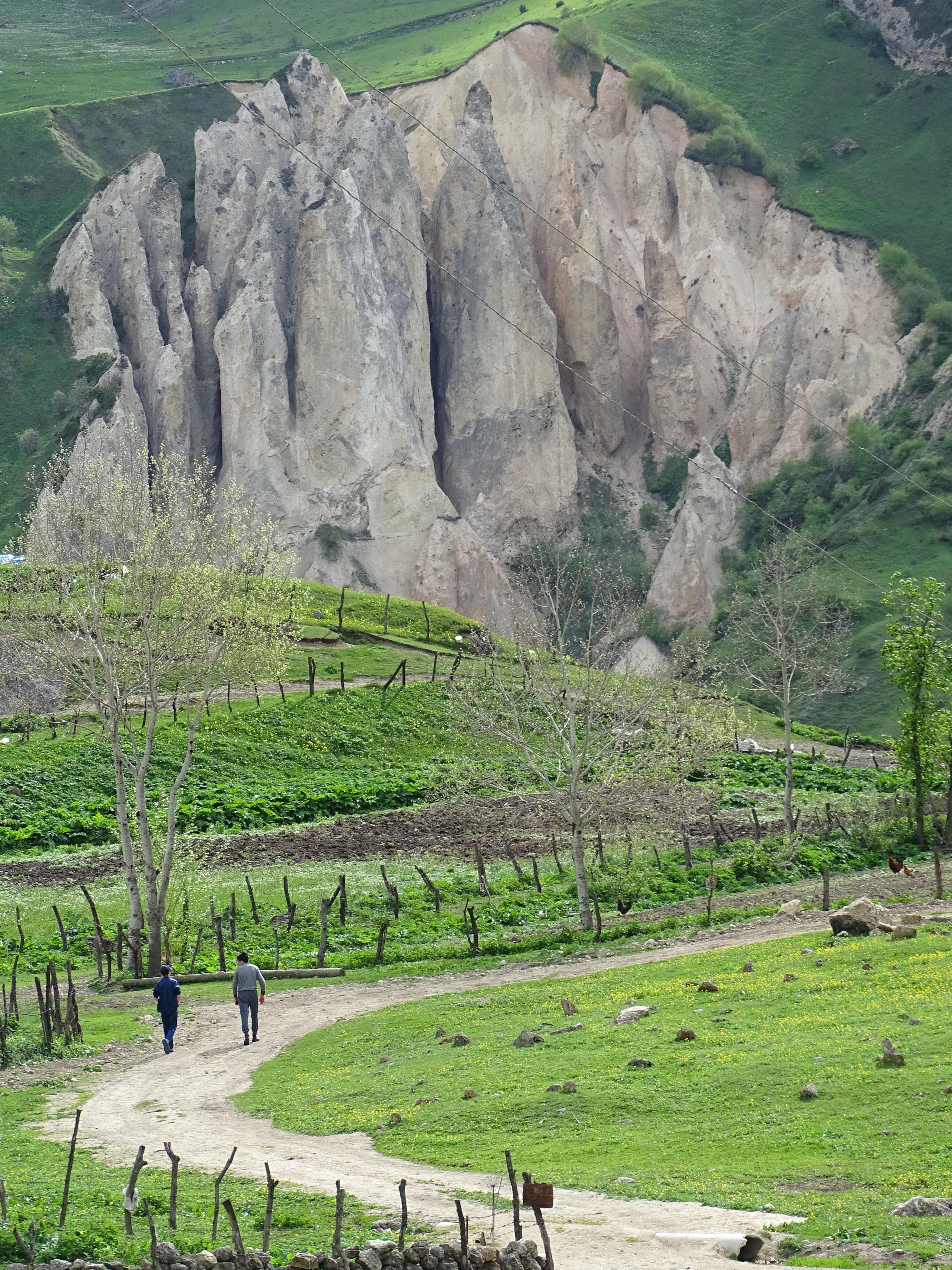